# Zespół Pfeiffera
Zespół Pfeiffera (ang. Pfeiffer syndrome) – rzadki, uwarunkowany genetycznie, dziedziczony w sposób autosomalny dominujący zespół wad wrodzonych, charakteryzujący się kraniosynostozą, szerokimi i nieprawidłowo ustawionymi kciukami i paluchami, oraz częściową syndaktylią palców dłoni i stóp. Niekiedy występuje wodogłowie, któremu towarzyszyć może ciężki wytrzeszcz (proptosis), ankyloza łokci, nieprawidłowości narządów wewnętrznych i spowolnienie rozwoju.
W zależności od ciężkości objawów wyróżnia się trzy typy zespołu Pfeiffera. Typ 1 (klasyczny) objawia się stosunkowo łagodnie brachycefalią, hipoplazją środkowej części twarzy i nieprawidłowościami budowy palców dłoni i stóp. Inteligencja jest prawidłowa, a rokowanie dobre. Typ 2 cechuje charakterystyczna czaszka „typu trójlistnej koniczyny” (ang. cloverleaf skull), skrajnie nasilony wytrzeszcz gałek ocznych, nieprawidłowości budowy palców dłoni i stóp, synostoza lub ankyloza łokci, opóźnienie rozwoju i powikłania neurologiczne. Typ 3 jest zbliżony do typu 2, ale czaszka nie ma charakterystycznego dla typu 2 kształtu. Granice między fenotypami tych trzech odmian choroby nie są ostre i mogą występować fenotypy pośrednie. Częstość zespołu szacowana jest na 1:100 000. Etiologia choroby jest poznana, zespół wywołują mutacje w genach kodujących receptory czynnika wzrostu fibroblastów FGFR-1 lub FGFR-2. Możliwa jest diagnostyka prenatalna zespołu, na podstawie oceny ultrasonograficznej płodu (stwierdzenie kraniosynostozy, hiperteloryzmu i proptosis oraz wad budowy kończyn) lub metodami diagnostyki molekularnej. Chorobę opisał niemiecki genetyk Rudolf Pfeiffer w 1964 roku.